# 安多无心菜
安多无心菜（学名：Arenaria amdoensis）是石竹科无心菜属的植物，是中国的特有植物。分布在中国大陆的西藏等地，生长于海拔4,800米至5,000米的地区，一般生长在河滩砂质土上，目前尚未由人工引种栽培。